# Mount Alpheratz
Mount Alpheratz ist ein 1300 m hoher Berg im Westen des Palmerlands auf der Antarktischen Halbinsel. Er ragt etwa 16 km ostnordöstlich des Gurney Point im südöstlichen Bergkamm der Pegasus Mountains auf.
Wissenschaftler des British Antarctic Survey nahmen zwischen 1970 und 1972 Vermessungen vor. Das UK Antarctic Place-Names Committee benannte ihn 1976 nach dem Stern Alpheratz im Pegasusquadrat.